# جولييت كامينز
جولييت كامينز (بالإنجليزية: Juliette Cummins)‏ هي ممثلة أمريكية، ولدت في 4 مايو 1964 في لونغ بيتش في الولايات المتحدة.

## أعمال

### أفلام
- (1985)  بداية جديدة

## وصلات خارجية
- جولييت كامينز على موقع IMDb (الإنجليزية)
- جولييت كامينز على موقع قاعدة بيانات الفيلم (الإنجليزية)